# Body (Russ Millions e Tion Wayne)
Body è un singolo dei rapper britannici Russ Millions e Tion Wayne, pubblicato il 25 marzo 2021, in seguito venne pubblicato un remix che venne inciso nell'album Green with envy.

## Video musicale
Il video musicale è stato reso disponibile sul canale YouTube di GRM Daily in contemporanea con l'uscita del singolo.

## Tracce
Download digitale
1. Body – 3:03

Download digitale – Remix
1. Body (feat. ArrDee, E1 (3x3), ZT (3x3), Bugzy Malone, Buni, Fivio Foreign & Darkoo) (Remix) – 4:38

Download digitale – Remix
1. Body (feat. Capo Plaza e Rondodasosa) (Remix) – 3:25

Download digitale – Remix
1. Body (feat. Ricky Rich) (Remix) – 3:17

Download digitale – Remix
1. Body (feat. Murda) (Remix) – 3:03

Download digitale – Remix
1. Body (feat. Jack Harlow) (Remix) – 2:48

Download digitale – Remix
1. Body (feat. BlurryB) (Remix) – 3:38

## Successo commerciale
Nella pubblicazione del 6 maggio 2021 Body ha raggiunto la 4ª posizione della Official Singles Chart britannica grazie a 37 447 unità, divenendo la terza top ten per entrambi i rapper nonché il loro più alto piazzamento raggiunto nella classifica. La settimana seguente è salito alla vetta, regalando agli interpreti la loro prima numero uno. Ha raggiunto tale traguardo grazie a 71 208 unità di vendita, di cui 69 677 sono risultanti da 10,7 milioni di riproduzioni in streaming.
In Australia il singolo ha raggiunto il primo posto della ARIA Singles Chart durante la sua sesta settimana in classifica, divenendo il primo singolo hip hop britannico a svettare la hit parade del paese.

## Classifiche

### Classifiche settimanali
| Classifica (2021) | Posizione massima |
| ----------------- | ----------------- |
| Australia         | 1                 |
| Austria           | 8                 |
| Belgio (Fiandre)  | 26                |
| Canada            | 16                |
| Danimarca         | 3                 |
| Finlandia         | 12                |
| Germania          | 28                |
| Grecia            | 4                 |
| Irlanda           | 1                 |
| Islanda           | 11                |
| Italia            | 29                |
| Lituania          | 13                |
| Norvegia          | 2                 |
| Nuova Zelanda     | 1                 |
| Paesi Bassi       | 3                 |
| Portogallo        | 15                |
| Regno Unito       | 1                 |
| Repubblica Ceca   | 10                |
| Singapore         | 19                |
| Slovacchia        | 15                |
| Stati Uniti       | 105               |
| Svezia            | 4                 |
| Svizzera          | 4                 |
| Ungheria          | 9                 |

### Classifiche di fine anno
| Classifica (2021) | Posizione |
| ----------------- | --------- |
| Australia         | 25        |
| Austria           | 74        |
| Danimarca         | 58        |
| Irlanda           | 26        |
| Islanda           | 51        |
| Nuova Zelanda     | 32        |
| Paesi Bassi       | 88        |
| Portogallo        | 99        |
| Regno Unito       | 10        |
| Svezia            | 75        |
| Svizzera          | 45        |
| Ungheria          | 99        |